# CC Большого Пса
CC Большого Пса (лат. CC Canis Majoris) — одиночная переменная звезда в созвездии Большого Пса на расстоянии (вычисленном из значения параллакса) приблизительно 6287 световых лет (около 1928 парсеков) от Солнца. Видимая звёздная величина звезды — от +12,2m до +11m.

## Характеристики
CC Большого Пса — пульсирующая полуправильная переменная звезда типа SRB (SRB).